# Das Gäßchen zum Paradies
Das Gäßchen zum Paradies (Verleihtitel in Österreich: Der Hundefänger von Wien) ist ein tschechoslowakisch-deutsches Filmmelodram von 1936 unter der Regie von Martin Frič. Hans Moser spielt den mitleidlosen Hundefänger Haslinger, der sich durch das Zusammentreffen mit dem Waisenjungen Peter, verkörpert von Peter Bosse, wandelt, was letztendlich dazu führt, dass sich beider Schicksal zum Guten wendet. Mady Rahl ist in einer tragenden Rolle besetzt.
Der Film stellt die deutsche Version der tschechischen Originalfassung Ulička v Ráji dar.

## Handlung
Der Hundefänger Tobias Haslinger lebt in ärmlichen Verhältnissen in Prag ausgerechnet in dem „Gäßchen zum Paradies“. Durch seinen Beruf ist er bei den Straßenjungen sehr unbeliebt; immer wieder versuchen sie trickreich, den eingefangenen Hunden zu Hilfe zu kommen. Unter den Kindern befindet sich auch der kleine Peter, der nach dem Tod seiner Eltern bei der Schwester seiner Mutter und deren Mann Gustav, einem fahrenden Artisten, mehr schlecht als recht zusammen mit seinem heißgeliebten Foxterrier Bobby untergekommen ist. Gustav sieht in dem Jungen nur eine Belastung, die kostet und nichts einbringt. Nach einem Missgeschick, das Peter unterläuft, liefert er den Jungen kurzerhand im Waisenhaus ab. Der Kleine ist todunglücklich, da er Bobby zurücklassen muss. Bei einem Ausflug der Kinder stiehlt Peter sich davon und sieht, wie Haslinger seinen Hund einfängt. Er folgt dem Wagen des älteren Mannes zu dessen Dienstwohnung und erreicht, dass er die Nacht dort zusammen mit Bobby verbringen kann. Haslinger liefert Peter zwar wieder im Waisenhaus ab, besinnt sich dann aber und nimmt das Kind in Pflege zu sich. Der kleine Kerl, der offen seine Liebe zu ihm zeigt, wächst ihm ebenso ans Herz wie Bobby. Das bewirkt, dass Haslinger sich außerstande sieht, weiterhin seinem Beruf nachzugehen und so kündigt er seine Stellung. Damit verliert er nicht nur sein regelmäßiges Einkommen, sondern muss auch nach einer kleinen Frist seine Dienstwohnung räumen. 
Während seiner Zeit als Hundefänger hatte Haslinger auch die Dogge des Verlagsdirektors Körner eingefangen. Zusammen mit ihrem Chauffeur erscheint Luise Körner während der Abwesenheit Haslingers bei diesem, um ihren Hund einzulösen. Nur Peter ist da und zwischen Luise Körner und dem kleinen Jungen entsteht sofort eine emotionale Bindung. So kommt es, dass die reichen Körners, Haslinger nach einiger Zeit den Vorschlag machen, Peter zu sich zu nehmen und durchblicken lassen, welche Möglichkeiten das dem Kind eröffne. Haslinger weiß zwar, dass das richtig ist, erschrickt jedoch vor dem Gedanken, Peter zu verlieren. Verzweifelt versucht er, eine neue Stellung zu finden, bekommt jedoch nur Absagen und der Tag, da er die Dienstwohnung räumen muss, rückt auch immer näher. Der kleine Peter versucht Geld dazu zu verdienen, indem er mit seinem Hund Bobby Kunststücke vorführt. Das machen beide so gut, dass die Leute reichlich spenden. Inzwischen ist auch Gustav mit seiner Frau Sonja zurück und muss erkennen, dass er mit Peter und Bobby Geld verdienen kann. So überlistet er den Jungen und sperrt ihn ein und nimmt das Eimerchen mit Geld, das Bobby eingesammelt hat, an sich. Er hat die Rechnung jedoch ohne die Straßenjungen gemacht, die Haslinger auf den Plan rufen und selbst tätig werden, indem sie Gustav mit Schlammbällchen bewerfen. Der hinzugerufenen Polizei lügt Gustav vor, dass Haslinger der Anführer der Jungen sei und seine Verletzungen zu verantworten habe. Haslinger landet daraufhin in Polizeigewahrsam. Peter, der wieder frei ist, sieht in seiner Not nur einen Ausweg, er läuft zu den Körners und bittet um deren Hilfe. Und natürlich sorgt Direktor Körner dafür, dass Haslinger freikommt und nicht nur das: Peter bekommt ein neues Zuhause und auch Haslinger wird mit in das große Haus der Körners aufgenommen. 
Und die Körners sind es auch, die dafür sorgen, dass Anni, das Mädchen aus der Schießbude, das Peter während seiner Zeit auf dem Rummelplatz mit viel Verständnis begegnet war, und der Schnellzeichner Hans, an eine gemeinsame Zukunft denken können, da Direktor Körner Hans eine berufliche Chance in seinem Verlag gibt. 

## Produktion

### Produktionsnotizen, Hintergrund
Produktionsfirmen waren die Tobis-Cinema-Film AG (Berlin) und die Moldavia-Film AG (Prag). Bei dem in schwarz-weiß gedrehten Film war Tobis-Klangfilm für den Ton zuständig. Wolfgang Loë-Bagier war für die Dialog-Regie zuständig, Tr. Georg Wittuhn für die deutschen Dialoge. Die Bauten lagen in den Händen von Andrej Andrejew und Bohumil Heš.
Der damals fünfjährige Hauptdarsteller Peter Bosse befand sich am Filmset in der Obhut seiner Mutter, der Schauspielerin Hilde Maroff, die in der Rolle der Sonja, Frau des Artisten Gustav, zu sehen ist.

### Veröffentlichung
Die Uraufführung des Films fand am 14. August 1936 in Wien statt. Unter der Nummer B.43596 erfolgte sodann am 7. Oktober 1936 eine Zensurprüfung mit dem Ergebnis einer Freigabe ab 14 Jahren. In Deutschland wurde Das Gäßchen zum Paradies am 9. November 1936 im U. T. Kurfürstendamm in Berlin erstaufgeführt. Der Film wurde im Fernsehen erstmals am 9. Juni 1974 vom ZDF ausgestrahlt, im DFF 2 lief er erstmals am 17. August 1987. 
Am 18. Januar 1937 wurde der Film in Slowenien veröffentlicht, am 20. August 1937 in den USA, am 29. Mai 1938 in Finnland, am 7. September 1938 in Frankreich und am 15. Dezember 1944 in Dänemark. Unter dem Titel Uličica do raja war er in Kroatien zu sehen und unter dem Titel Dobrodinec chudých psu in der Tschechoslowakei. Veröffentlicht wurde er zudem in Italien und im damaligen Jugoslawien. Der englische Titel des Films lautet A Little Street in Paradise, alternativ auch Paradise Road.

## Kritik
Das Lexikon des internationalen Films befand: „In antiquiertem Stil mit aufgesetzter Herzlichkeit erzählte Komödie.“
Karlheinz Wendtland verwies darauf, dass Moser hier in einer „ernsten Rolle“ zu sehen sei, in der „der große Schauspieler“ ebenfalls „überzeugen“ könne. „Er leb[e] förmlich in seiner Rolle als Hundefänger.“ Weiter heißt es: „Erst ist er unerbittlich, knurrig, unausstehlich – dann wird er, sichtlich widerstrebend, ein Mensch. Auch der damals fünfjährige Peter Bosse ist gut in diesem Film.“  